# M.C. Gainey
Mike Connor (M.C.) Gainey (Jackson (Mississippi), 18 januari 1948) is een Amerikaans acteur.

## Biografie
Gainey studeerde af aan de University of Southern Mississippi in Hattiesburg. Het acteren heeft hij geleerd aan de American Conservatory Theater in San Francisco. Na zijn studie verhuisde hij naar Californië voor zijn acteercarrière. 
Gainey begon in 1979 met acteren in de film Time After Time, waarna hij in nog meer dan 195 films en televisieseries speelde. 

## Filmografie

### Films
Selectie:
- 2012 Django Unchained – als Big John Brittle
- 2012 Stolen – als Hoyt
- 2010 Rapunzel – als kapitein van de wacht (stem)
- 2009 All About Steve – als Norm de chauffeur
- 2007 Mr. Woodcock – als Hal de kapper
- 2007 Wild Hogs – als Murdock
- 2005 The Dukes of Hazzard – als sheriff Rosco P. Coltrane
- 2005 Are We There Yet? – als Al
- 2004 Sideways – als man van Cammi
- 2004 Club Dread – als Hank
- 2003 Terminator 3: Rise of the Machines – als portier Roadhouse
- 2003 King of the Ants – als coach Rack
- 2002 The New Guy – als Clem
- 1999 The Haunting – als grote man
- 1997 Con Air – als Swamp Thing
- 1997 Breakdown – als Earl
- 1996 The Fan – als man achter de man
- 1992 The Mighty Ducks – als Lewis
- 1987 Fatal Beauty – als Barndollar
- 1986 Soul Man – als man in cel
- 1984 Starman – als politieagent
- 1982 Frances – als verslaggever

### Televisieseries
Uitgezonderd eenmalige gastrollen.
- 2020 A Teacher – als Wyatt Wilson – 3 afl.
- 2019-2020 Bosch – als Ryan Rodgers – 6 afl.
- 2017-2020 Tangled: The Series – als kapitein van de wacht (stem) – 18 afl.
- 2017 Outcast – als Junkyard Bob Caldwell – 8 afl.
- 2016 Maron – als Gus – 2 afl.
- 2016 Lopez – als Broughton Goodson – 2 afl.
- 2016 The Magicians – als Stanley – 2 afl.
- 2014-2015 Kingdom – als Rick – 6 afl.
- 2015 Girl Meets World – als Pappy Joe – 2 afl.
- 2013-2015 The Mentalist – als Pete Barsocky – 2 afl.
- 2014 Revolution – als Frank Blanchard – 2 afl.
- 2010-2011 Justified – als Bo Crowder – 6 afl.
- 2010 Happy Town – als sheriff Griffin Conroy – 6 afl.
- 2008 The Young and the Restless – als Dick Dentner – 2 afl.
- 2005-2008 Lost – als Tom Friendly – 18 afl.
- 2002 Days of our Lives – als Big Chauncey O'Hanrahan – 5 afl.
- 1993 The Adventures of Brisco County Jr. – als Big Smith – 2 afl.
- 1988-1991 Designing Women – als T. Tommy Reed – 2 afl.
- 1991 Matlock – als Marty Jensen – 2 afl.
- 1990-1991 Against the Law – als J.T. Meigs – 17 afl.

- Library of Congress Control Number: no2002031269
- MusicBrainz: 10b024c8-03d5-4644-b1c0-08c3016bbcb2
- Virtual International Authority File: 46427664
- WorldCat: E39PBJhd8RGdqkqDt4fHcRrwmd